# 奥维尔 (阿拉巴马州)
奥维尔（英文：Orrville），是美国阿拉巴马州下属的一座城市。面积约为1.04平方英里（约合2.69平方公里）。根据2010年美国人口普查，该市有人口204人，人口密度为196.72/平方英里（约合75.84/平方公里）。